# Zaven Hovhannisyan
Zaven Hovhannisyan (in armeno Զավեն Հովհաննիսյան?; 31 luglio 1980) è un arbitro di calcio armeno.